# Voliba asphyctopa
Voliba asphyctopa is een vlinder uit de familie van de grasmotten (Crambidae). De wetenschappelijke naam van de soort is voor het eerst voorgesteld door de Australische dokter en amateur-entomoloog Alfred Jefferis Turner in een publicatie uit 1908. Het type werd aangetroffen in Townsville in het noorden van Queensland in Australië. Het epitheton asphyctopa betekent "zwak uitziend".